# Юн Ок Хі
Юн Ок Хі  (кор. 尹玉姬, 윤옥희, 1 березня 1985) — південнокорейська лучниця, олімпійська чемпіонка.

## Виступи на Олімпіадах
| Олімпіада  | Дисципліна | Місце |
| ---------- | ---------- | ----- |
| Пекін 2008 | особисті   | 3     |
| Пекін 2008 | командні   | 1     |